# Guerra per procura tra Iran e Israele
La guerra per procura tra Iran e Israele è uno scontro indiretto a bassa intensità di tipo politico, diplomatico, militare in corso tra i due Paesi del Medio Oriente.
Fino alla fine del 2023 i due Stati non si erano mai affrontati direttamente, e il confronto era avvenuto a più riprese in guerre parallele e indirette.
Tuttavia, a partire dal 2024, la guerra per procura si è intensificata sempre di più, fino a diventare una guerra diretta tra Iran e Israele a seguito dell'aggressione israeliana condotta il 13 giugno 2025 con massicci attacchi aerei a sorpresa contro infrastrutture nucleari, basi militari e aree residenziali in territorio iraniano.

## Storia

### Contesto
Nel secondo dopoguerra l'Iran, quando era governato dalla dinastia Pahlavi, e Israele avevano stretti rapporti cordiali, poiché entrambi vedevano nei Paesi arabi una minaccia comune. Dopo la Rivoluzione islamica del 1979 l'Iran interruppe le relazioni diplomatiche, ma i contatti continuarono sino alla successiva guerra Iran-Iraq. Fino agli anni '80 Iran e Israele avevano precedentemente goduto di rapporti tendenzialmente amichevoli, nonostante gli islamisti iraniani sostenessero da tempo il popolo palestinese, che definivano "oppresso". L'Iran addestrò e armò la milizia di Hezbollah durante la guerra del Libano del 1982 e continuò a sostenere le milizie sciite durante l'occupazione israeliana della regione meridionale del Libano. Anche prima del 1979, gli islamisti iraniani avevano sostenuto materialmente i Palestinesi; dopo il 1979 l'Iran intrattenne rapporti con l'Organizzazione per la Liberazione della Palestina (OLP) e successivamente con la Jihad islamica palestinese e Hamas. Da allora le tensioni e i rapporti diplomatici tra i due Stati si acuirono.

### Atti ostili
Sul piano dello scontro ideologico l'Iran ha più volte dichiarato l'unicità dello Stato palestinese (sebbene a volte abbia anche sostenuto la soluzione a due Stati) e ha più volte invocato la dissoluzione e distruzione dello Stato israeliano. Israele, invece, considera l'Iran come una minaccia esistenziale e lo ha accusato più volte di intenzioni genocide.
Fino alla fine del 2023 i due Stati non si sono mai affrontati direttamente, e il confronto è avvenuto a più riprese in guerre parallele e indirette attraverso il sostegno e supporto alla fazione opposta in molti teatri di guerra, soprattutto il Libano e la Siria. 
Nell'ambito della cosiddetta proxy war condotta dall'Iran, il regime si sarebbe avvalso di organizzazioni criminali allo stesso riconducibili (come la svedese Foxtrot) per cercare di colpire interessi israeliani ed obiettivi ebraici all'estero.
Il 1º aprile 2024 Israele ha bombardato il consolato iraniano a Damasco. In risposta, il 13 aprile 2024 l'Iran ha effettuato per la prima volta un attacco diretto sul territorio israeliano, lanciando 200 tra droni e missili. Questo attacco ha a sua volta provocato una risposta israeliana il 19 aprile 2024, con un attacco aereo contro una base radar vicino Isfahan, nell'Iran centrale.
Il 31 luglio 2024 il capo politico di Hamas, Ismāʿīl Haniyeh, viene ucciso insieme alla sua guardia del corpo a Teheran, mentre si trova in una struttura gestita dai militari iraniani. A seguito di ciò il 1º ottobre 2024 l'Iran scaglia per la seconda volta contro Israele circa 200 missili balistici in risposta all'uccisione di Haniyeh e di Hassan Nasrallah, capo di Hezbollah, quest'ultimo morto durante un bombardamento aereo israeliano a Beirut, Libano. Il 26 ottobre successivo, Israele effettua un nuovo attacco aereo contro l'Iran, che non reagì.

## Guerra
Intorno alle 2 del mattino del 13 giugno 2025 Israele ha sferrato direttamente e a sorpresa un attacco nel territorio iraniano, bombardando siti nucleari, militari, depositi di carburante e giacimenti di gas ed edifici residenziali. Verso la sera del 13 giugno l'Iran risponde mandando oltre 100 missili balistici, riuscendo a colpire Tel Aviv e Gerusalemme. La motivazione dell'inizio dei bombardamenti israeliani sarebbe la forte convinzione da parte di Israele di uno sviluppo di arma atomica nel territorio iraniano, cosa negata sia dall'Iran che dall'AIEA, dando il via ad una guerra diretta tra Iran e Israele che è durata 12 giorni. 